# 名作 ことばの泉
『名作 ことばの泉』（めいさく ことばのいずみ）は、スカパー!のTAKARAZUKA SKY STAGEで2014年7月27日にスタートした番組。

## 概要
宝塚歌劇の過去の名作を、ストーリー・ナビゲーションを軸に紹介する。番組の最後には主要な3役(または4役)のドリームキャスト（候補は現役の生徒を対象とする）を視聴者から募集するとともに、前回紹介した作品のドリームキャスト投票結果を発表する。

## 放送内容
| 回               | 初回放送日      | 作品名                 | 出演者                                                           | ドリームキャスト                                                              |
| ---------------- | --------------- | ---------------------- | ---------------------------------------------------------------- | ----------------------------------------------------------------------------- |
| 1                | 2014年 7月27日  | 花のオランダ坂         | 帆風成海 舞園るり 久城あす                                       | ズーフ：北翔海莉 つる：咲妃みゆ 丈吉：礼真琴                                  |
| 2                | 2014年 9月25日  | うつしよ紅葉           | 瀬戸かずや 梅咲衣舞 仙名彩世                                     | 信長：瀬戸かずや 濃姫：夢咲ねね 光秀：天寿光希                                |
| 3                | 2014年 11月24日 | 追憶のアンデス         | 輝城みつる 花陽みら 晴音アキ                                     | カルデナス：明日海りお フリーダ：愛希れいか エリアーネ：花乃まりあ            |
| 4                | 2015年 1月25日  | 愛限りなく             | 大輝真琴 夏樹れい 綺咲愛里                                       | 佐助：月城かなと 春琴：咲妃みゆ 利太郎：紅ゆずる                              |
| 5                | 2015年 3月24日  | 龍凰夢                 | 蒼羽りく 桜木みなと 瀬戸花まり                                   | 宝童：明日海りお 玉童：礼真琴 緑牡丹：望海風斗                                |
| 6                | 2015年 5月24日  | 丘の上のジョニー       | 蓮城まこと 煌羽レオ 星乃あんり                                   | ジョニー：蓮城まこと アラン：鳳翔大 クリスティーン：咲妃みゆ トミー：真那春人 |
| 7                | 2015年 7月24日  | 虹のオルゴール工場     | 風馬翔 春瀬央季 遥羽らら                                         | 諏訪一郎：紅ゆずる 上松アヤ子：愛希れいか 松本：憧花ゆりの                    |
| 8                | 2015年 9月24日  | 若獅子よ立髪を振れ     | 漣レイラ 綾凰華 天彩峰里                                         | 岡本浩太郎：珠城りょう 岡本誠次郎：風馬翔 篠田儀三郎：漣レイラ                |
| 9                | 2015年 11月24日 | 屋根裏の妖精たち       | 鳳真由 水美舞斗 春妃うらら                                       | ニール：彩風咲奈 シンシア：咲妃みゆ グラディ：妃海風                          |
| 10               | 2016年 1月24日  | シャングリラ           | 美月悠 和希そら 華妃まいあ                                       | タルチン：朝夏まなと ダワル：轟悠 ジューリア：実咲凜音                        |
| 11               | 2016年 3月24日  | 紙すき恋歌             | 透真かずき 桃花ひな 叶ゆうり                                     | 弥右衛門：愛月ひかる 藤市：蒼羽りく 節：仙名彩世                              |
| 12               | 2016年 5月24日  | 星の牧場               | 拓斗れい 桃堂純 美都くらら                                       | モミイチ：水美舞斗 おかいこのバイオリン：妃海風 クラリネット：真那春人        |
| 13               | 2016年 7月24日  | 霧深きエルベのほとり   | 輝月ゆうま 早乙女わかば 叶羽時                                   | カール：望海風斗 マルギット：咲妃みゆ フロリアン：凪七瑠海                    |
| 14               | 2016年 9月24日  | サルタンバンク         | 星月梨旺 彩花まり 秋音光                                         | ピエール：凪七瑠海 ルイズ：有沙瞳 アルフレッド：望海風斗                      |
| 15               | 2016年 11月24日 | メナムに赤い花が散る   | 真那春人 妃華ゆきの 真地佑果                                     | 長政：珠城りょう ナダーラ：伶美うらら カラフォーム：美弥るりか                |
| 16               | 2017年 1月24日  | 星のふる街             | 千海華蘭 夢奈瑠音 蓮つかさ                                       | ゼノ神父：寿つかさ 北原怜子：朝美絢 先生：七海ひろき                          |
| 17               | 2017年 3月24日  | 鶯歌春                 | 星吹彩翔 瑠風輝 星風まどか                                       | 趙永徳：桜木みなと 李鶯蓮：真彩希帆 王鳳陽：望海風斗                          |
| 18               | 2017年 5月24日  | 皇帝と魔女             | 桜路薫 諏訪さき 彩みちる                                         | 寿王：真風涼帆 妲己：伶美うらら 皇后：水美舞斗                                |
| 19               | 2017年 7月24日  | 僕は君                 | 亜蓮冬馬 帆純まひろ 音くり寿                                     | ボブ：朝夏まなと パット：鳳月杏 マリグーサ：城妃美伶                          |
| 20               | 2017年 9月24日  | 朝霧に消えた人         | 愛白もあ 朝央れん 七生眞希                                       | 立花尚二郎：明日海りお お縫：早乙女わかば 三浦左馬介：瀬戸かずや              |
| 21               | 2017年 11月24日 | ラムール・ア・パリ     | 音波みのり 紫藤りゅう 蒼舞咲歩                                   | サラ・ベルナール：愛希れいか ジュリアン：彩凪翔 アンリ：月城かなと            |
| 22               | 2018年 1月24日  | 港に浮いた青いトランク | 真鳳つぐみ 優波慧 桜舞しおん                                     | 須磨照子：綺咲愛里 平野マヤ：仙名彩世 一郎：綺城ひか理                        |
| 23               | 2018年 3月24日  | カチューシャ物語       | 紫門ゆりや 香咲蘭 佳城葵                                         | ネフリュードフ／カルチンキン：真風涼帆 カチューシャ：愛希れいか               |
| 24               | 2018年 5月24日  | 朱雀門の鬼             | 朱紫令真 桜庭舞 碧海さりお                                       | 鬼神皓玄：汝鳥伶 花麻呂：月城かなと 月姫：天華えま                            |
| 25               | 2018年 7月24日  | 遥かなるドナウ         | 春海ゆう 朝霧真 麗泉里                                           | ハンス：瀬央ゆりあ リーザ：天彩峰里 フランツ：極美慎                          |
| 26               | 2018年 9月24日  | テームズの霧に別れを   | 橘幸 野々花ひまり 陽向春輝                                       | ロバート：朝美絢 アン王女：城妃美伶 キャサリン：有沙瞳                        |
| 27               | 2018年 11月24日 | 真紅なる海に祈りを     | 里咲しぐれ 留依蒔世 若翔りつ                                     | アントニー：望海風斗 クレオパトラ：有沙瞳 イノバーバス：愛月ひかる            |
| 28               | 2019年 1月24日  | たまゆらの記           | 輝咲玲央 紫りら 彩葉玲央                                         | 安宿王：明日海りお 安宿媛：星風まどか 首皇子：礼真琴                          |
| 29               | 2019年 3月24日  | サマルカンドの赤いばら | 小春乃さよ 澄風なぎ 優希しおん                                   | ハッサン：彩風咲奈 フィトナ姫：華優希 イヴン：和希そら                        |
| 30               | 2019年 5月24日  | ラ・グラナダ           | 芹尚英 太凰旬 二葉ゆゆ                                           | ジュリオ：月城かなと フラスキータ：桜庭舞 パブロ：鳳月杏                      |
| 31               | 2019年 7月24日  | 天守に花匂い立つ       | 希良々うみ 星加梨杏 彩海せら                                     | 真之介：望海風斗 ゆき：夢白あや 小次郎：永久輝せあ                            |
| 32 （5周年記念） | 2019年 9月24日  | 虞美人 その一          | 綾凰華 星南のぞみ 一禾あお                                       | (募集なし)                                                                    |
| 33 （5周年記念） | 2019年 11月25日 | 虞美人 その二          | 綾凰華 星南のぞみ 一禾あお                                       | 項羽：朝美絢 虞美人：音波みのり 劉邦：月城かなと                              |
| 34               | 2020年 1月24日  | 響け!わが歌            | 天愛るりあ 大楠てら 一星慧                                       | 小四郎：瀬央ゆりあ 影虎：桜木みなと 小笹：彩みちる                            |
| 35               | 2020年 3月24日  | エーゲ海のブルース     | 凛乃しづか 聖乃あすか 泉まいら                                   | ダニエル：鳳月杏 ジャクリーヌ：海乃美月 マックス：瀬戸かずや ナタリー：潤花   |
| 36               | 2020年 7月24日  | 西海に花散れど         | 希良々うみ 眞ノ宮るい 星加梨杏                                   | 平資盛：彩凪翔 左近：遥羽らら 小雪：夢白あや                                  |
| スペシャル       | 2020年 8月21日  | 忠臣蔵                 | 珠城りょう 千海華蘭 輝月ゆうま 佳城葵 彩音星凪 礼華はる 柊木絢斗 |                                                                               |
| 37               | 2020年 11月24日 | 去りゆきし君がために   | 愛海ひかる 湖々さくら 真名瀬みら                                 | ジュリオ：礼真琴 フェルナンド：永久輝せあ ソニヤ：天紫珠李                    |
| 38 （最終回）    | 2021年 1月25日  | 大江山花伝             | 野々花ひまり 彩海せら 聖海由侑                                   | （募集なし）                                                                  |
| 第二章 1         | 2021年 8月1日   | 心中・恋の大和路       | 縣千 一禾あお 琴峰紗あら                                         | 亀屋忠兵衛： 丹波屋八右衛門： 梅川：                                          |